# Caccia

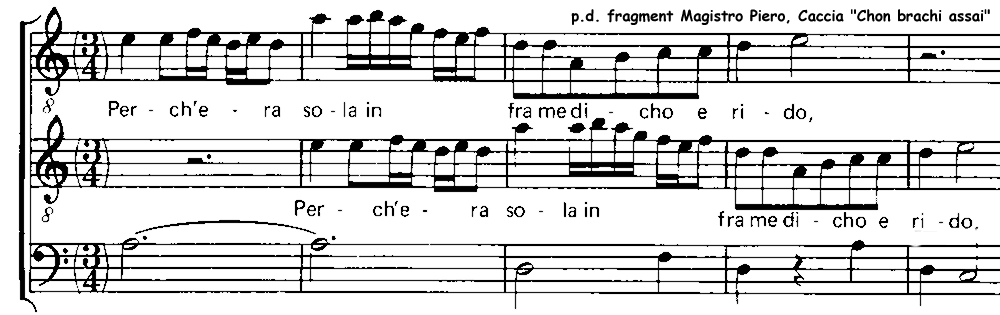
Fragment van het ritornello van een caccia van Magister Piero, uit de 14e eeuw

De caccia (=Italiaans voor 'jacht') is net als de ballata en het madrigaal een Italiaanse liedvorm uit de Trecento-periode (14e eeuw in Italië). De caccia is daarmee vergelijkbaar met de Franse chasse.
Een caccia heeft in de regel twee levendige bovenstemmen (meest een canon in unisono), waarin de tekst voorgedragen wordt, en een rustiger instrumentale onderstem, die vrij behandeld wordt. In sommige caccia's ontbreekt echter deze onderstem.
De caccia is doorgaans tweedelig: na een relatief lang eerste gedeelte volgt een relatief kort ritornello.